# Carl Friedrich Harveng

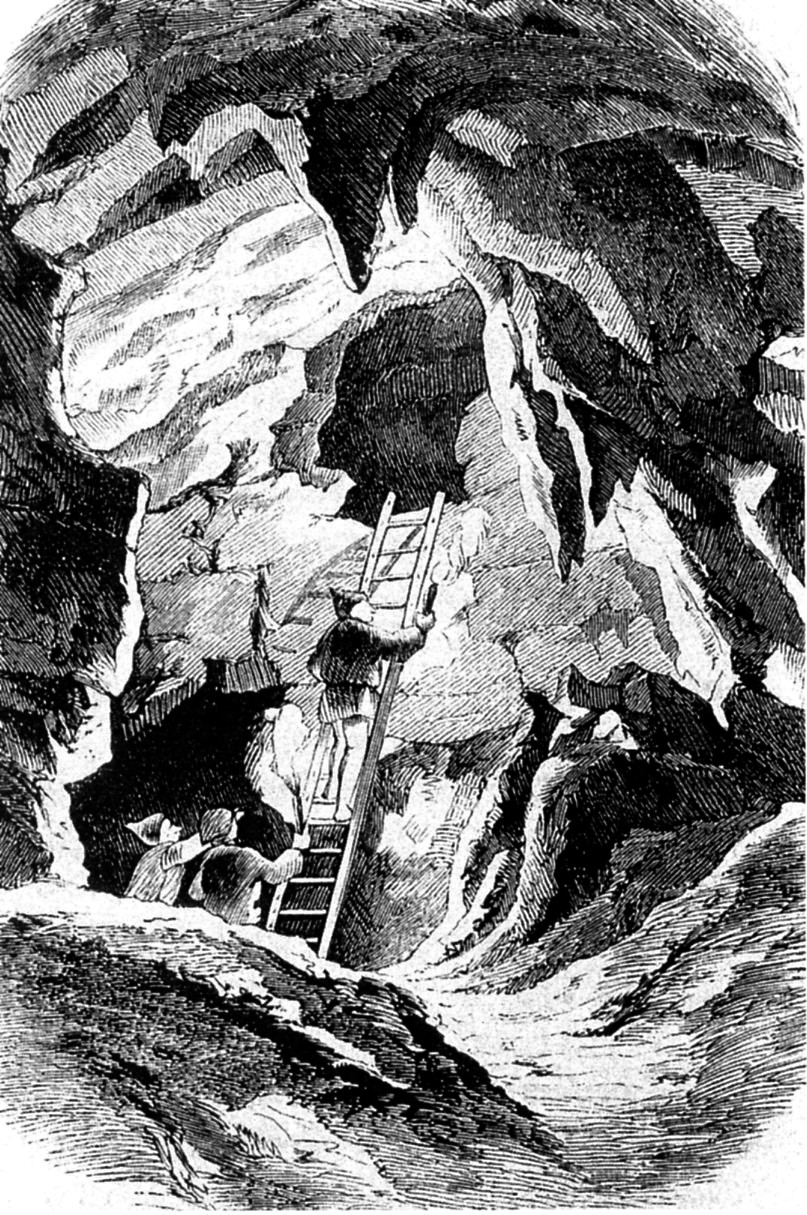
Die Erdmannshöhle bei Hasel, Holzstich nach einer Zeichnung von Carl Friedrich Harveng

Carl Friedrich Harveng (* 23. Juni 1832 in Frankfurt am Main; † 27. Juni 1874 ebenda) war ein deutscher Landschaftsmaler, Grafiker und Zeichner.

## Leben
Harveng erhielt schon in früher Jugend Privatunterricht im Zeichnen von Friedrich Eugen Peipers. 1848 bis 1854 war er Schüler am Städelschen Institut, zunächst bei Friedrich Maximilian Hessemer, dann bei Jakob Becker und Eduard von Steinle. Zur Weiterbildung ging er an die Kunstakademie in Karlsruhe und war dort 1854 bis 1859 Schüler der Landschaftsklasse von Johann Wilhelm Schirmer. 1862 ließ er sich in Düsseldorf nieder und war dort 1864 bis 1867 Mitglied des Künstlervereins Malkasten. Wegen eines Lungenleidens verlegte er ab 1866 seinen Aufenthalt unter anderem nach Meran und weiter nach Norditalien. Er bereiste den südbadischen Schwarzwald, Alpenregionen der Schweiz und Tirols sowie Südfrankreich.
Seine Landschaftsdarstellungen zeugen von intensivem Naturstudium und einem guten Blick für das Charakteristische. Unter anderem war er mit Arbeiten bei Ausstellungen der Kunstvereine in München (1863: Inneres eines Schwarzwälder Dorfes) und Karlsruhe (1867: Schwarzwaldlandschaft) vertreten. 1864 bis 1866 stellte er in Berlin und 1867 in Dresden aus. Eine Schwarzwaldlandschaft zeigte er ebenfalls 1867 auf der Pariser Weltausstellung. In Düsseldorf entstanden die Gemälde Heidegrund im Schwarzwald und Schwarzwälder auf dem Weg zur Kirmes (1866). Harveng setzte seine Studien auch in Radierungen um; Zeichnungen erschienen unter anderem in der Illustrierten Zeitung in Leipzig und in „Webers Illustriertem Kalender“. Eine Gedächtnisausstellung zeigte der Frankfurter Kunstverein 1876.

## Werkauswahl
- Blick auf Oeflingen im badischen Schwarzwald (1859): Frankfurt am Main, Städel.
- Bei Andernach am Rhein, Auktion Bangel, Frankfurt am Main, 7. August 1923, Nr. 142.